# 恩維加多足球會
恩維加多足球會（西班牙語：Envigado Fútbol Club、西班牙語發音：[embiˈɣaðo ˈfutβol kluβ]）是一支位於哥倫比亞恩維加多的足球會，現時於哥超作賽。他們於1989年10月14日成立，於1991年便極速升班超聯。球會以青訓聞名，他們的青訓產品有不少成為國際球星，例如。球隊主場是普列體育球場。